# Exclusivismo religioso

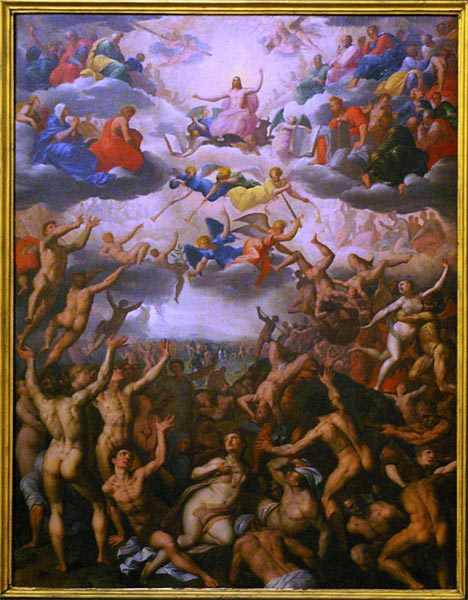
Juízo Final, pintura de Jacob de Backer, cerca de 1580: Crentes ascendem ao Céu, enquanto os pecadores e aqueles que rejeitaram a fé são condenados ao Inferno.

O exclusivismo religioso é uma abordagem que acredita apenas na verdade dos princípios de crença dominantes numa determinada religião, e argumenta que todas as crenças que são incompatíveis com estes princípios estão erradas e/ou sujeitarão as pessoas ao castigo eterno, ou não levarão à salvação. O oposto disto é o pluralismo religioso.
Embora o exclusivismo religioso tenha historicamente se manifestado como discriminação religiosa e sujeitado pessoas a diversas punições, como encarceramento, confinamento em guetos, pena de morte ou exílio, hoje pode assumir variados tipos de pressão social e psicológica, para que o divergente seja ignorado, desconsiderado, desacreditado e desvalorizado.